# Abisai Josue García-Mendoza
Abisaí Josué García-Mendoza (1955 -) es un botánico, profesor mexicano, que ha trabajado extensamente en el "Herbario Nacional de México", del "Departamento de Botánica", Instituto de Biología, de la Universidad Nacional Autónoma de México.

## Algunas publicaciones
- 1999. Flora del Valle de cacaC QTehuacán-Cuicatlán: fascículo 26. Calochortaceae Dumort. Calochortaceae Dumort. Ed. UNAM. ISBN	9683670709. 13 pp. en línea

### Libros
- 1983. Estudio ecológico-florístico de una porción de la Sierra de Tamazulapan, Distrito de Teposcolula, Oaxaca, México. Ed. UNAM. 224 pp.
- 1987. Monografía del género Beschorneria Kunth Agavaceae. Ed. UNAM. 262 pp.
- elia Herrera, abisai García-Mendoza, edelmira Linares. 1993. Directorio de los jardines botánicos de México. Vol. 1 de Publicación especial. 63 pp. ISBN 9687313005
- abisaí j. García-Mendoza, maría de Jesús Ordóñez Díaz, miguel Briones-Salas. 2004. Biodiversidad de Oaxaca. Ed. UNAM. 605 pp. ISBN 9703220452 en línea

- La abreviatura «García-Mend.» se emplea para indicar a Abisai Josue García-Mendoza como autoridad en la descripción y clasificación científica de los vegetales.[1]